# 疏齿小檗
疏齿小檗（学名：Berberis pectinocraspedon）为小檗科小檗属的植物，为中国的特有植物。分布于中国大陆的云南等地，生长于海拔700米至1,900米的地区，多生于山坡灌丛中，目前尚未由人工引种栽培。

## 别名
梳边小檗